# Cassata (taart)

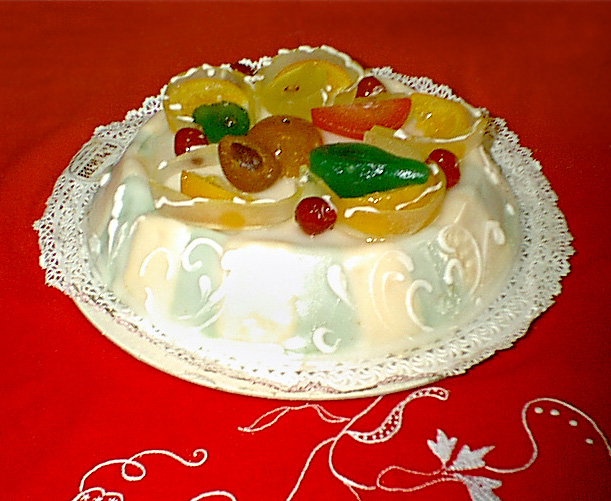
Cassata

Cassata of cassata siciliana is een Italiaanse taart die oorspronkelijk van het eiland Sicilië komt.
Deze bestaat uit cake met gezoete ricotta en marsepein met bovenop gekonfijt fruit en slagroom.
Het woord cassata is een afgeleide van het latijnse woord caseum dat kaas betekent en niet, zoals soms wordt beweerd, van het arabische woord qas'at dat kom betekent.